# SN 2000J
SN 2000J – supernowa typu II odkryta 4 lutego 2000 roku w galaktyce UGC 8510. W momencie odkrycia miała maksymalną jasność 19,50m.